# Archifoto
Archifoto est un concours international de photographie d'architecture. Son prix s'élève à 2000 euros.
Né en 2010 de la collaboration des associations La Maison européenne de l'architecture - Rhin supérieur et La Chambre, Archifoto récompense les photographes, professionnels et amateurs, dont le regard aide à la compréhension du monde, du paysage urbain et de l’architecture.
En 2010, l'exposition, le vernissage et la remise de prix ont eu lieu à l'Aula du Palais universitaire de Strasbourg.

## Éditions et lauréats

### 2010 - L'Architecture, c'est durable!
- Prix Archifoto : Traces de Patrick Tourneboeuf

- Prix Architecture : Architectures abusives (Sicile, 2010) de Vincent Hanrion et Luca Stoppele
- Prix Photo : Wagenburg solaire (Tübingen, Allemagne, 2010) de Wolfram Janzer
- Mention spéciale du Jury : High Altitudes (Andermatt, Suisse, 2007) de Anna Katharina Scheidegger

### 2012 - Architecture sans frontière
- Remis en octobre 2012[1]